# Free agent
Free agent är en term som används inom professionell sport, främst i Nordamerika. En "free agent" är en spelare vars kontrakt med en klubb gått ut. Spelaren är då, med vissa undantag, fri att skriva på ett nytt kontrakt med vilken klubb han/hon vill.